# Notiolaphria africana
Notiolaphria africana là một loài ruồi trong họ Asilidae. Notiolaphria africana được Londt miêu tả năm 1977. Loài này phân bố ở vùng nhiệt đới châu Phi.